# Jorge Cuapio Bautista
Jorge Cuapio Bautista (* 6. April 1967 in Santa Ana Chiauhteman, Bundesstaat Tlaxcala, Mexiko) ist ein mexikanischer Geistlicher und römisch-katholischer Bischof von Iztapalapa.

## Leben
Jorge Cuapio Bautista empfing am 15. August 1992 das Sakrament der Priesterweihe für das Bistum Texcoco.
Am 4. März 2015 ernannte ihn Papst Franziskus zum Titularbischof von Bisarcio und bestellte ihn zum Weihbischof in Tlalnepantla. Die Bischofsweihe spendete ihm der Erzbischof von Tlalnepantla, Carlos Aguiar Retes, am 27. Mai desselben Jahres. Mitkonsekratoren waren der Apostolische Nuntius in Mexiko, Erzbischof Christophe Pierre, und der Bischof von Texcoco, Juan Manuel Mancilla Sánchez.
Am 14. August 2021 ernannte ihn Papst Franziskus zum Bischof von Iztapalapa. Die Amtseinführung fand am 11. Oktober desselben Jahres statt.